# Průjezdní úsek

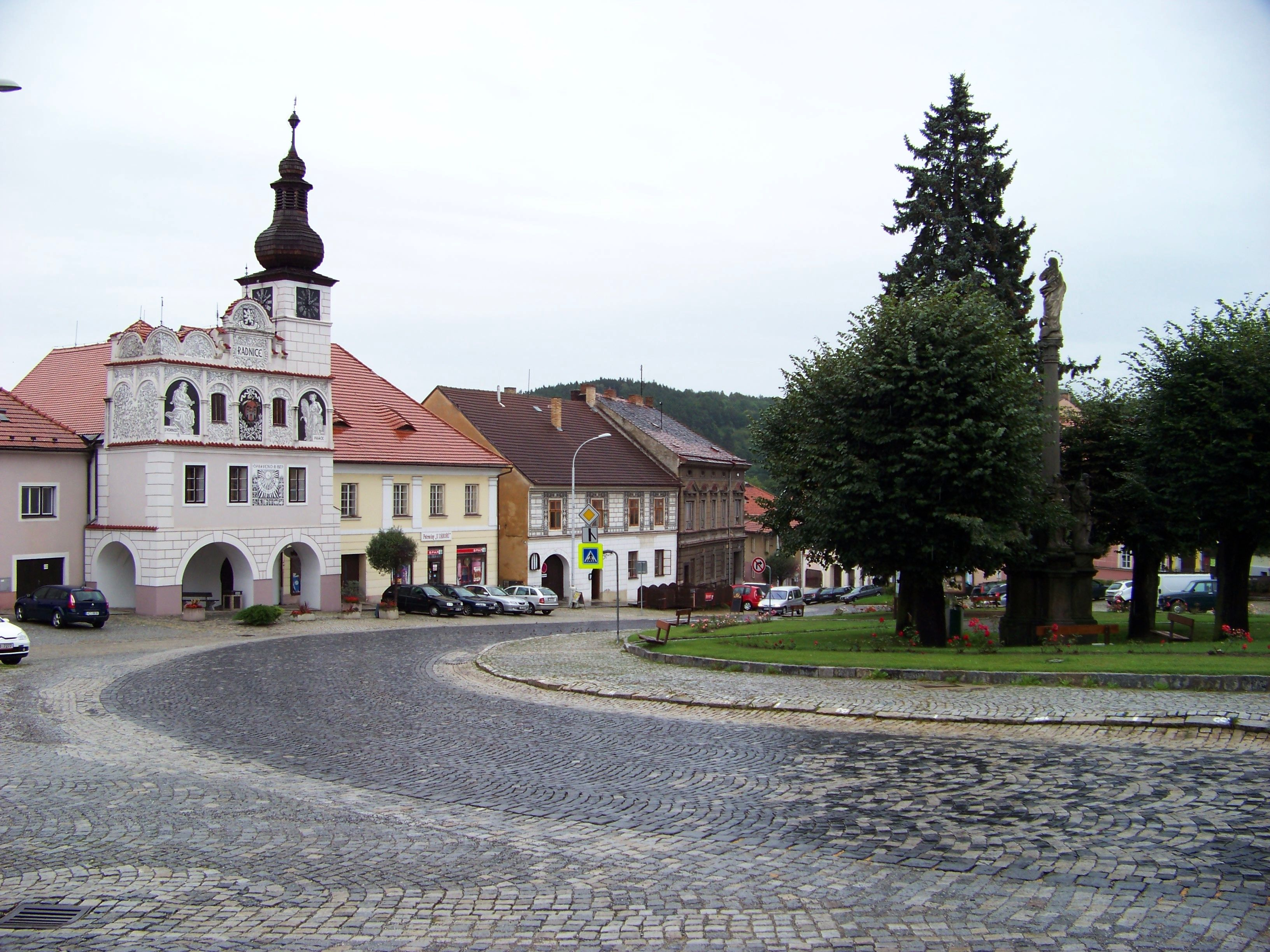
Průtah silnice I/4 přes náměstí Svobody ve Volyni

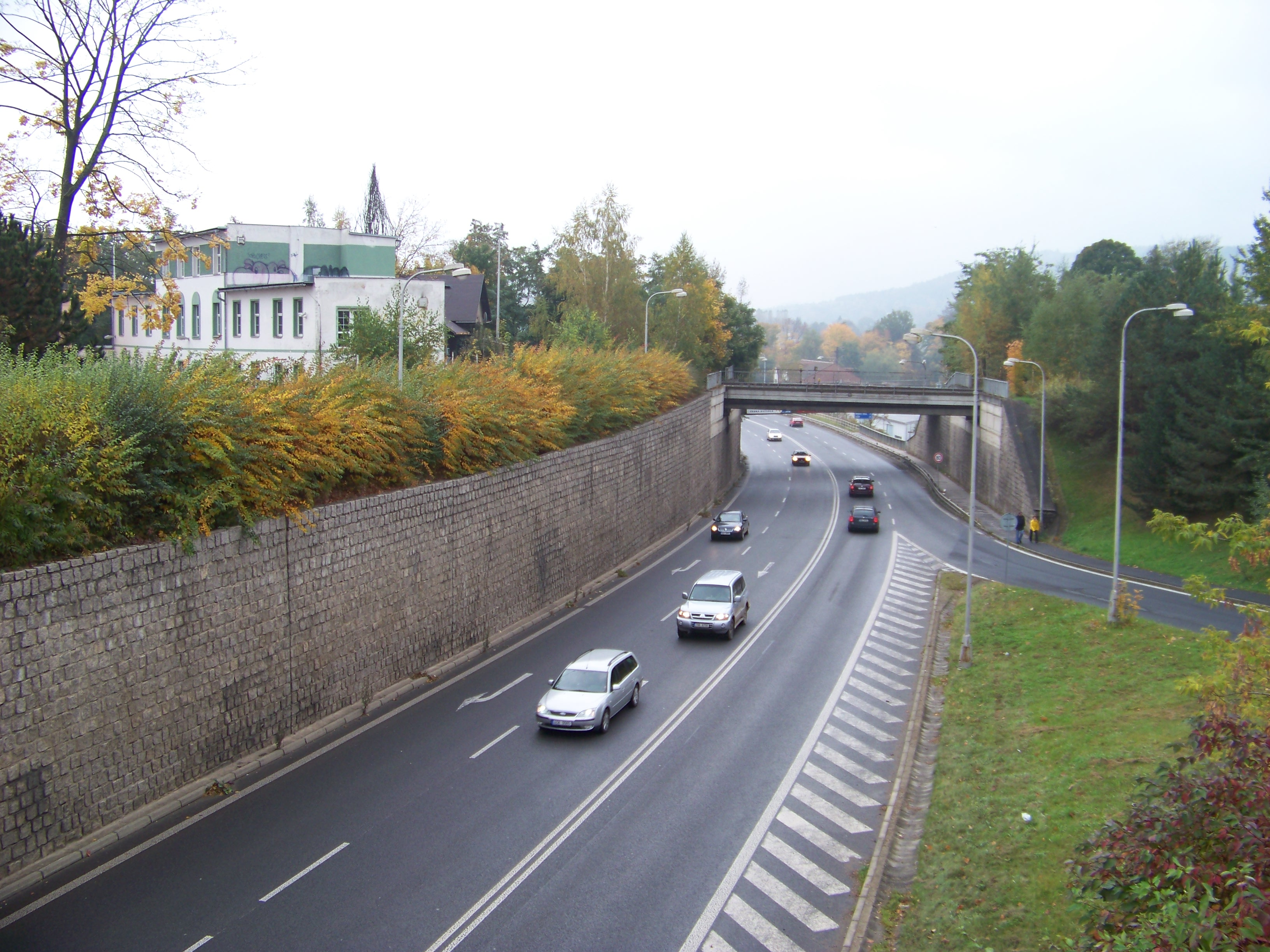
Průtah silnice I/35 Turnovem

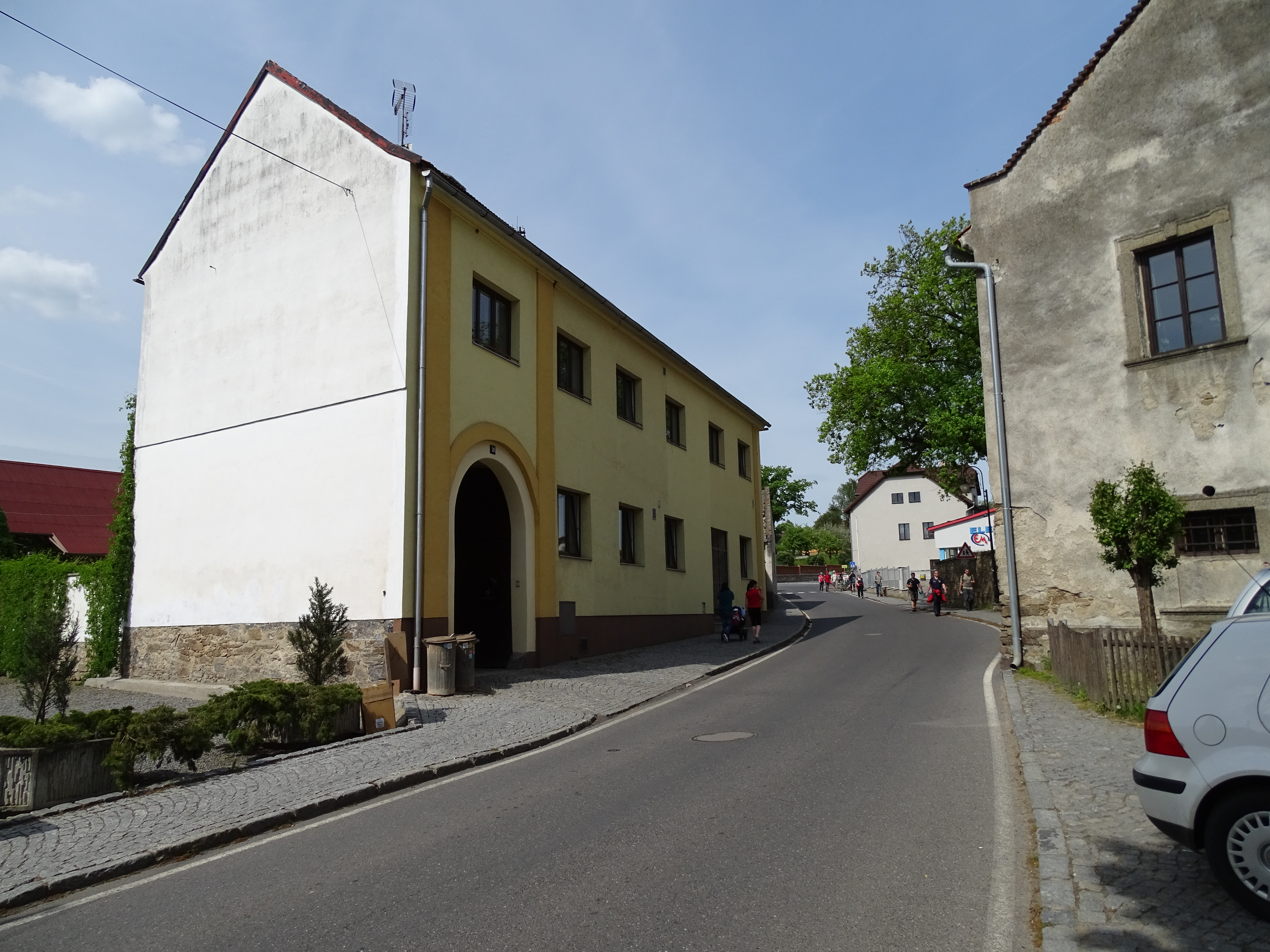
Průjezdní úsek silnice III/11438 v Kosově Hoře

Průjezdní úsek dálnice nebo silnice (hovorově průtah) je úsek dálnice nebo silnice, který vede zastavěným nebo zastavitelným územím obce. Pro takové úseky platí mírně odlišný právní režim než pro úseky dálnic a silnic ve volné krajině, ale také odlišný než pro místní komunikace. Chodníky, zábradlí, veřejné osvětlení ani světelná signalizační zařízení v takových úsecích nejsou z právního hlediska součástmi ani příslušenstvím silnice nebo dálnice. 

## Právní úprava průjezdních úseků v Česku

### Vymezení průjezdních úseků
V České republice pojem průjezdních úseků dálnic a silnic zavádí § 8 zákona č. 13/1997 Sb., o pozemních komunikacích. Zastavěným nebo zastavitelným územím může dálnice nebo silnice vést, pokud se tím převádí převážně průjezdná doprava tímto územím. Není-li hranice území zastavěného nebo zastavitelného obsažena ve schválené územně plánovací dokumentaci, určí hranici souvislého zastavění pro tento účel podle stavebně technických podmínek území příslušný stavební úřad na návrh příslušného silničního správního úřadu a po předchozím projednání s obcí, o jejíž území jde. Stavebně technické podmínky pro určování hranic průjezdního úseku stanoví prováděcí předpis, a to § 4 vyhlášky č. 104/1997 Sb., kterou se provádí zákon o pozemních komunikacích. Podle něj vychází stavební úřad ze skutečného stavu souvislého zastavění podél komunikace, přičemž stavební mezery až do 200 m nepřerušují zpravidla souvislé zastavění. Vyhláška výslovně stanoví, že umístění dopravní značky označující obec nebo konec obce nemusí být totožné s hranicí průjezdního úseku dálnice nebo silnice. Je diskutabilní, zda vymezení hranice souvislého zastavění pro tento účel se provádí v rámci správního řízení, nebo jen neformálním přípisem. Na jednu stranu toto určení má dopad na práva a povinnosti, na druhou stranu je autorem komentáře k zákonu zpochybňována procesní subjektivita silničních správních úřadů nižších stupňů.
Těleso průjezdního úseku silnice je ohraničeno šířkou vozovky s krajnicemi mezi zvýšenými obrubami chodníků, zelených pásů nebo obdobných ploch. Na náměstích a podobných prostranstvích je šířkou průjezdního úseku šířka pruhu odlišeného od okolního povrchu druhem nebo materiálem vozovky nebo plochými rigoly, a není-li ani jich, šířka pruhu odpovídající šířce vozovky s krajnicemi navazujících úseků silnice. V ostatních případech je průjezdní úsek dálnice nebo průjezdní úsek silnice ohraničen obdobně jako v úsecích mimo zastavěné území. Šířka průjezdního úseku dálnice nebo průjezdního úseku silnice celništěm na hraničním přechodu odpovídá šířce vozovky s krajnicemi navazujících úseků dálnice nebo silnice. (§ 11 odst. 3 a 4 zákona č. 13/1997 Sb.)
V průjezdním úseku dálnice nebo silnice se liší zákonné vymezená součástí a příslušenství pozemní komunikace. V průjezdním úseku jejich součástí nejsou zábradlí a obdobná zařízení (s výjimkou těch, které jsou součástí mostu nebo zdi), dále zábradlí, řetězy a jiná zařízení pro zajištění a zabezpečení přechodů pro chodce, veřejné osvětlení a světelná signalizační zařízení sloužící k řízení provozu. (§ 14 odst. 1 zákona 13/1997 Sb.)
Chodníky podél průjezdního úseku silnice tedy zpravidla jsou samostatnými místními komunikacemi, přičemž zábradlí, veřejné osvětlení a světelná signalizační zařízení k řízení provozu na průjezdním úseku silnice jsou zpravidla rovněž vlastnictvím obce. 

### Technická a právní specifika
Vlastník nemovitosti sousedící s průjezdním úsekem silnice (podobně jako u místní komunikace) v zastavěném území obce je v nezbytně nutných případech povinen za jednorázovou úhradu strpět zřízení věcného břemene na své nemovitosti spočívajícího v umístění veřejného osvětlení, dopravních značek, světelných signálů, dopravních zařízení a zařízení pro provozní informace a tabulek s označením místních názvů. Rozhodnutí o zřízení věcného břemene a o výši úhrady vydává příslušný silniční správní úřad u dopravních značek, světelných signálů, dopravních zařízení a zařízení pro provozní informace na základě stanovení místní úpravy provozu na pozemních komunikacích nebo zařízení pro provozní informace. (§ 35 odst. 3 zák. 13/1997 Sb.) V případě úseků silnic a dálnic mimo zastavěné území vlastníci přilehlých pozemků takovou povinnost nemají, protože se počítá s umístěním těchto zařízení na silničním pozemku. V případě průjezdních úseků silnic se oproti úsekům mimo zastavěné území také liší pravidla pro podélné umístění inženýrských sítí a jiných vedení na silničí pozemek; v nezbytných případech je přípustné i umístění těchto vedení pod vozovkou, krajnicí nebo středním dělicím pásem, (§ 36 odst. 4 zákona 13/1997 Sb.) 
Zastávky osobní linkové dopravy, čerpací stanice pohonných hmot, motely, motoresty, parkoviště, odpočívky apod. se k silnicím úrovňově připojují přednostně přednostně na jejich průjezdních úsecích (§ 13 vyhl. 104/1997 Sb.).
Dočasný zákaz stání nebo zastavení silničních vozidel podle § 19a odst. 1 zákona č. 13/1997 Sb. na průjezdním úseku silnice může být stanoven podobně jako na místních komunikacích, avšak zpravidla o nich rozhoduje jiný silniční správní úřad. 

### Údržba
Ve vztahu k zimní údržbě se u průjezdních úseků silnic počítá i se zajištěním schůdnosti, zatímco v úsecích ve volné krajině pouze se zajištěním sjízdnosti (§ 26 a § 27 odst. 3 zák. 13/1997 Sb., § 41 vyhlášky 104/1997 Sb.). Zajišťování sjízdnosti čištěním se v průjezdních úsecích silnic a dálnic zajišťuje ve stejném režimu a lhůtách jako v přilehlých úsecích mimo zastavěné území (§ 47 odst. 2 vyhl. 104/1997 Sb.). Při mimořádném spadu sněhu se v průjezdních úsecích silnic sníh nejen shrnuje k okraji chodníku, ale - podobně jako na místních komunikacích - dle možnosti i odváží (příl. č. 7 k vyhl. 104/1997 Sb.). 
Problémem může být ve větších městech efektivní výkon a sladění zimní údržby komunikací, pokud ji v rámci města na různých kategoriích a třídách komunikací zajišťují různé subjekty. Podobné problémy vznikají při zajišťování oprav, investiční výstavby, uzavírek apod., kdy je nutné koordinvoat více správců a také více orgánů státní správy. Roman Kočí, autor právních publikací z oblasti silniční dopravy a vedoucí odboru dopravy na magistrátu města Plzně, vyjádřil ve svém komentáři k zákonu názor, že do budoucna zřejmě nebude jiného vhodnějšího východiska než ve velkých statutárních městech průjezdní úseky silnic zrušit, resp. převést do kategorie místních komunikací. V Praze byla v minulosti převážná většina původních průjezdních úseků silnic překategorizována na místní komunikace, což souvisí i s tím, že hlavní město Praha je zároveň obcí i krajem. V některých mapách jsou však tyto úseky i nadále označovány číslem navazující silnice.

### Veřejné osvětlení průjezdních úseků
Obecně se sice předpokládá veřejné osvětlení zastavěného území obcí a provozování veřejného osvětlení podle § 35 zákona o obcích spadá do samostatné působnosti obcí, avšak obecně žádný platný právní předpis obcím přímo neukládá povinnost zavést a provozovat na jejich území veřejné osvětlení – taková povinnost bývá nanejvýš nepřímo hypoteticky odvozována z obecnějších zásad, například z obecné prevenční povinnosti podle občanského zákoníku (podle níž je každý povinen si počínat tak, aby nevznikaly škody na životě, zdraví osob, majetku a životním prostředí) nebo ze zákonné objektivní odpovědnosti obce za škodu vzniklou následkem závady ve schůdnosti (§ 26 odst. 6 a 7 zákona o pozemních komunikacích). Obdobně nemají takovou povinnost přímo stanovenu ani vlastníci účelových komunikací. 
Jedinou explicitní povinnost veřejného osvětlení stanoví § 25 prováděcí vyhlášky k zákonu o pozemních komunikacích, kde se mimo jiné stanoví: „Dálnice a silnice se vždy osvětlují v zastavěném území obcí“. Tato povinnost náleží vlastníku komunikace (státu, kraji), který však v těchto úsecích nemusí být zároveň vlastníkem osvětlení (to v průjezdních úsecích silnic není součástí ani příslušenstvím pozemní komunikace), což může vést k názoru, že by obec (či jiný vlastník osvětlení) mohla od kraje (jako vlastníka komunikace) žádat náhradu nákladů. Je však na volbě a odpovědnosti vlastníka komunikace, jakým způsobem osvětlení komunikace zajistí – může to být též například zřízením vlastního osvětlení nebo odkoupením či pronájmem obecního osvětlení nebo dohodou o spolupráci s možnou úhradou nákladů. Pro místní komunikace povinnost osvětlení stanovena není. 

## Průtahy versus obchvaty
Historicky byla silniční síť vedena zpravidla do center měst a obcí a také často zástavba vznikala kolem dopravních cest a jejich křižovatek. S nárůstem motorismu se však tranzitní doprava v obytné zástavbě stala obtěžující. Průtahy zejména silnic I. třídy zástavbou obcí jsou zpravidla považovány za problémové, protože zatěžují prostředí obcí hlukem a exhalacemi, vytvářejí dopravní bariéru pro lokální motorizovanou i pěší dopravu a jsou i bezpečnostním rizikem. Proto se s nárůstem motorismu obecně prosazuje trend budování obchvatů, ať už ve formě přeložky původní silnice, nebo její náhradě dálnicí a degradováním původní silnice na nižší třídu, často s výslovným zákazem tranzitu. Budování obchvatů však naráží na řadu překážek, od terénních a technických podmínek po problémy finanční, majetkoprávní či otázku narušení životního prostředí novou dopravní stavbou (obchvaty jsou typicky trasovány krajinným zázemím měst využívaným k suburbanizaci, rekreaci, zahrádkaření apod., což vede ke kolizím zájmů – viz též NIMBY efekt)
Jako nová stavba tedy bývá průtah cíleně budován tam, kde terénní nebo jiné podmínky (např. ochrana krajiny, památková ochrana) znemožňují nebo neúměrně prodražují stavbu obchvatu. Může pak být postaven jednorázově (např. formou průrazu či estakády skrz zástavbu, případně vybouráním původní zástavby) nebo vzniká spíše postupným zkapacitňováním a přizpůsobováním průjezdní ulice pro motorovou dopravu (rušení zbytných křižovatek, přechodů, přidávání jízdních pruhů, budování nadchodů, zákaz parkování, cyklistů apod.). Mnohé průtahy jsou kombinací obou těchto procesů, např. pražská Severojižní magistrála. 
I původní obchvat se může postupně proměnit v průtah, pokud kolem něj vyroste souvislejší zástavba – služby motoristům, nákupní, průmyslová či logistická centra, rozšíření obytné zástavby obce a podobně. Po vnitřních silničních okruzích obklopujících historické jádro města bývají typicky vedeny i průtahy silnic. 

## Provedení
Silniční průtahy bývají budovány tak, aby se zvýšila průjezdní kapacita a minimalizovala interakce a potenciálně kolizní místa s lokální dopravou a negativní dopady na obyvatelstvo. Jejich typickým příslušenstvím jsou opěrné a protihlukové zdi, zábradlí, živé ploty, nadchody, podchody, mimoúrovňové křižovatky. Pokud vede průtah přímo uliční sítí, bývají přechody a křižovatky vybaveny semafory, případně je eliminováno levé odbočení, aby nedocházelo ke zdržování dopravy a tvorbě kolon. Také zde často bývá zákaz provozu pomalých vozidel (cyklisté, traktory apod.).  
Novějším a v podstatě protichůdným trendem je zklidňování dopravy, tj. omezování rychlosti vozidel, nahrazování lávek a podchodů úrovňovými přechody pro chodce, začleňování cyklistické infrastruktury atd. – to by se mělo týkat primárně úseků, odkud je už tranzit odveden na jinou (vhodnější) trasu, ale neúnosnost provozu často vede k nutnosti zavést taková opatření (např. lokální omezení rychlosti na 40 nebo 30 km/h) i na plně vytížených průjezdních úsecích silnic I. třídy, včetně páteřních silnic zařazených do evropské sítě.  
Některé průtahy jsou od místní dopravy odděleny tak dokonale, že se na nich ani neoznačuje vjezd do obce, od obchvatu se pak liší jen tím, že nevedou okolo sídla, ale skrz něj. Na průtazích fyzicky oddělených od pěšího provozu je často zvýšena nejvyšší povolená rychlost v obci (např. na 70 km/h).

## Příklady průtahů
- Bílina (silnice I/13)
- Brno (silnice I/41, silnice I/42 – Velký městský okruh)
- Česká Lípa (silnice I/9)
- České Budějovice (silnice I/3)
- Děčín (silnice I/13)
- Frýdek-Místek (silnice I/48 a I/56)
- Havlíčkův Brod (silnice I/38)
- Hodonín (silnice I/51; nikoliv ale I/55, která vede po obchvatu)
- Hradec Králové (silnice I/31, I/35) – okružní průtah; úsek ul. Okružní je veden protihlukovým tubusem
- Jindřichův Hradec (silnice I/23, částečně i I/34)
- Karlovy Vary (silnice I/6)
- Karviná (silnice I/67)
- Kyjov (silnice I/54)
- Lednice (silnice II/422)
- Letovice (silnice I/43)
- Liberec (silnice I/35)
- Litomyšl (silnice I/35)
- Mikulov (silnice I/52 – příklad původního obchvatu, který postupnou zástavbou okolí získal charakter průtahu)
- Náchod (silnice I/33)
- Písek (silnice I/29; silnice I/20 povahou na pomezí průtahu a obchvatu)
- Praha (Severojižní magistrála a řada dalších silničních tahů)
- Rychnov nad Kněžnou (silnice I/14)
- Sedlčany (silnice I/18)
- Strakonice (silnice I/4)
- Třebíč (silnice I/23 – průtah Třebíčí)
- Třeboň (silnice I/34)
- Turnov (silnice I/35)
- Uherské Hradiště (čtyřproudá peáž silnic I/50 a I/55 – později nahrazen obchvatem)
- Uherský Brod (silnice I/50 – kombinace obchvatu a průtahu)
- Valašské Meziříčí (silnice I/35, I/57)
- Valtice (silnice I/40)
- Vimperk (silnice I/4)
- Vysoké Mýto (silnice I/35)
- Zlín (silnice I/49)
- Židlochovice (silnice II/425)